# Talmi-Teššub
Talmi-Teššub regierte vom Ende des 13. Jahrhunderts v. Chr. bis zum Anfang des zwölften Jahrhunderts v. Chr. als König von Karkemiš. Unter ihm überstand Karkemiš die ersten unruhigen Jahre nach dem Fall des hethitischen Königreichs.
Ein Siegel aus Ugarit weist ihn als Sohn und Nachfolger des Ini-Teššub I. aus. Als König von Karkemiš war er der Stellvertreter des hethitischen Königs in Syrien und konnte eigenverantwortlich über Belange dortiger Vasallenstaaten entscheiden. So regelte er die Scheidung der hethitischen Prinzessin Eḫli-Nikkal vom ugaritischen König Ammurapi.
Bruchstücke eines in Ḫattuša gefundenen Vertrags zwischen Talmi-Teššub und Šuppiluliuma II. (CTH 122) legen nahe, dass der König von Karkemiš in der Endphase des hethitischen Reichs dem Großkönig von Hatti quasi gleichgestellt war. Nachfolger wurde sein Sohn Kuzi-Teššub, der sich als Großkönig bezeichnete. Dies belegt ein in Lidar Höyük gefundenes Siegel sowie Inschriften der Könige von Melid, dem heutigen Malatya.
| Zeitgenossen von Talmi-Teššub (Ende 13. Jh. – Anfang 12. Jh.) |                                     |                                |
| Ugarit                                                        | Hethiter                            | Assyrien                       |
| Ibiranu (~1240–1225)                                          | Tudḫaliya IV. (~1240–1215/10)       | Tukulti-Ninurta I. (1233–1197) |
| Niqmaddu III. (~1225–1215)                                    | Arnuwanda III. (~1215/10)           | Aššur-nadin-apli (1196–1193)   |
| Ammurapi (~1215–1194/88)                                      | Šuppiluliuma II. (~1215/10–1190/80) | Aššur-nirari III. (1192–1187)  |

## Belege
1. ↑  Horst Klengel: Syria. 3000 to 300 B.C. Berlin 1992, S. 127.
2. ↑  Horst Klengel: Syria. 3000 to 300 B.C. Berlin 1992, S. 148 mit weiterführender Literatur.
3. ↑  Dietrich Sürenhagen: Ein Königssiegel aus Kargamis. In: Mitteilungen der Deutschen Orient-Gesellschaft zu Berlin. Band 118, 1986, S. 183–190.
4. ↑  Yoram Cohen, Lorenzo d’Alfonso:
 The Duration of the Emar Archives and the Relative and Absolute Chronology of the City. In: Lorenzo d’Alfonso, Yoram Cohen, Dietrich Sürenhagen: (Hrsg.): The City of Emar among the Late Bronze Age Empires. History, Landscape, and Society. Proceedings of the Konstanz Emar Conference, 25.–26.04.2006 (= Alter Orient und Altes Testament. 349). Ugarit, Münster 2008, ISBN 978-3-86835-006-7, S. 3–25, hier S. 25.

| Vorgänger     | Amt                                                        | Nachfolger  |
| ------------- | ---------------------------------------------------------- | ----------- |
| Ini-Teššub I. | König von Karkemiš Ende 13. Jh. bis Anfang 12. Jh. v. Chr. | Kuzi-Teššub |

| Personendaten    | Personendaten           |
| ---------------- | ----------------------- |
| NAME             | Talmi-Teššub            |
| ALTERNATIVNAMEN  | Talmi-Teschub           |
| KURZBESCHREIBUNG | König von Karkemiš      |
| GEBURTSDATUM     | 13. Jahrhundert v. Chr. |
| STERBEDATUM      | 12. Jahrhundert v. Chr. |